# فانينمدو
فانينمدو (بالإنجليزية: Vanniyanmadu)‏ هي منطقة سكنية تقع في سريلانكا في المقاطعة الشمالية.